# آن إي. باتريك
آن إي. باتريك (بالإنجليزية: Anne E. Patrick)‏ هي ثيولوجية وبروفيسورة أمريكية، ولدت في 5 أبريل 1941 في واشنطن العاصمة في الولايات المتحدة، وتوفيت في 21 يوليو 2016 في سيلفر سبرينغ في الولايات المتحدة.